# Osmanius balthasari
Osmanius balthasari är en skalbaggsart som beskrevs av Rudolph Petrovitz 1963. Osmanius balthasari ingår i släktet Osmanius och familjen Aphodiidae. Inga underarter finns listade i Catalogue of Life.